# Schloss Guteneck

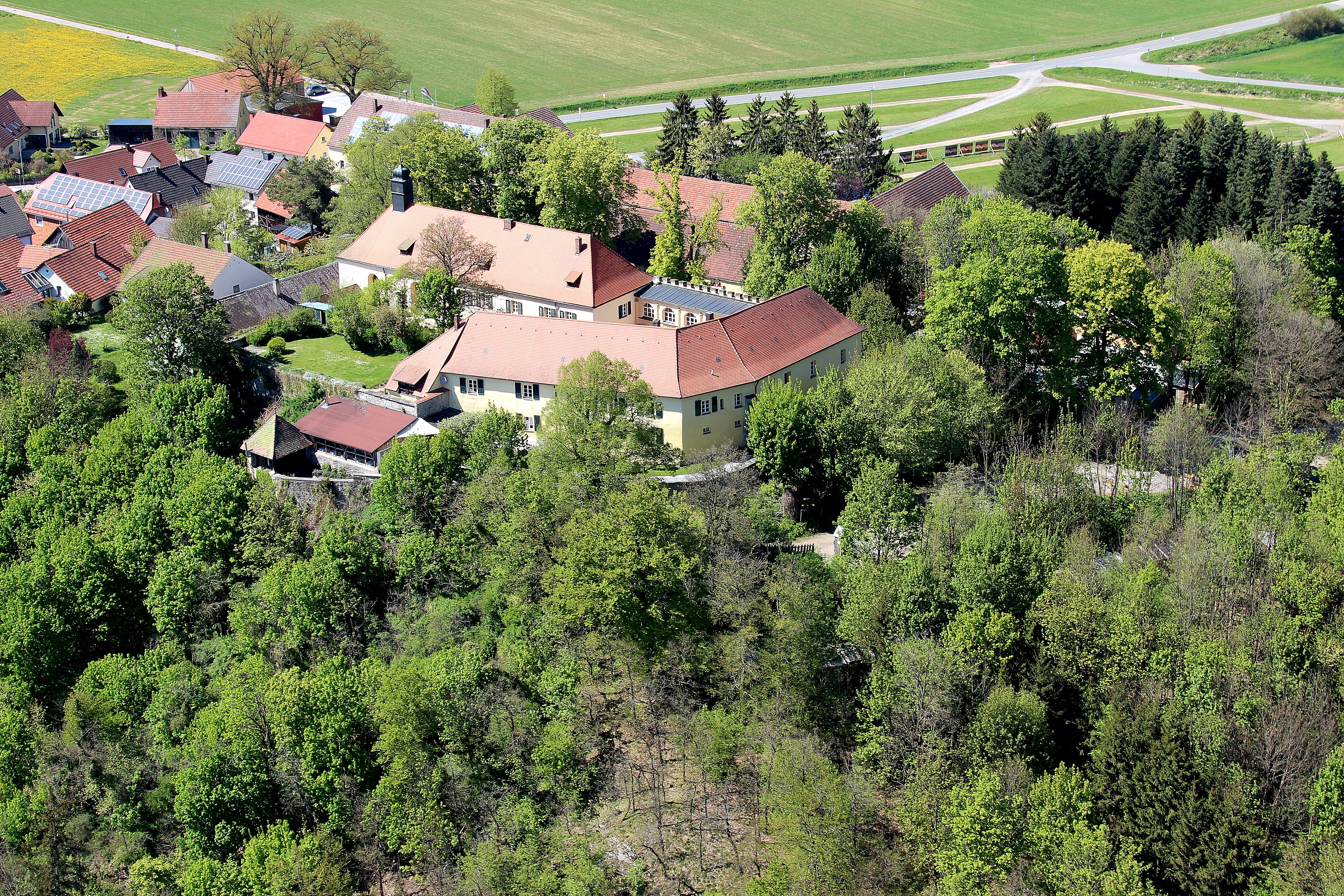
Schloss Guteneck (2017)

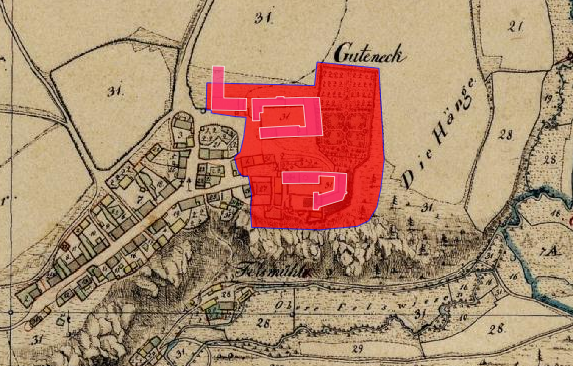
Lageplan von Schloss Guteneck auf dem Urkataster von Bayern

Arkaden des Schlosses im Wappen der Gemeinde Guteneck

Das denkmalgeschützte Schloss Guteneck befindet sich in der gleichnamigen oberpfälzischen Gemeinde Guteneck im Landkreis Schwandorf von Bayern (Schloßberg 10). Die Anlage ist unter der Aktennummer D-3-76-133-1 als Baudenkmal verzeichnet. „Archäologische Befunde des Mittelalters und der frühen Neuzeit im Bereich des Schlosses Guteneck, zuvor mittelalterliche Burg“ werden zudem als Bodendenkmal unter der Aktennummer D-3-6539-0179 geführt.

## Geschichte
Guteneck und Weidenthal bildeten seit dem 13. Jahrhundert eine besitz- und rechtsgeschichtliche Einheit. Allerdings ist in Weidenthal ab 1147 bis Ende des 13. Jahrhunderts das edelfreie Geschlecht der Weidenthaler ansässig. Um die Wende zum 14. Jahrhundert treten hier die Muracher auf. Am 10. Juni 1315 verlieh König Ludwig der Bayer dem Jordan von Murach diverse Güter in Wohlfest und Kulz sowie die Vogtei in Weidenthal. Albrecht der Muracher wird zwischen 1324 und 1343 mehrmals in Urkunden genannt. Konrad von Murach zu Guteneck trat 1377 und 1378 als Mitsiegler bei einem Verkauf von Gütern der Burg Trausnitz auf. Ein Götz von Murach von Guteneck wird 1394 bei der Übergabe von Vogteirechten zu Illschwang genannt. Ein Jordan Murach, gesessen zu Guteneck, hat vor 1390 seinem Bruder Ulrich Wiesen und Hofstätten in Weidenthal überlassen. Ott der Muracher zu Schönau verfügte 1402 mit seinen Brüdern Jordan und Ulrich, dass das dem Kloster Schönthal gestiftete Geld für die Seelenmessen für ihren Vater von der Taverne in Weidenthal bezogen werden sollte. Auch ein Götz von Murach wird in den zwanziger und dreißiger Jahren des 15. Jahrhunderts zusammen mit Albrecht von Murach, beide auf Guteneck, als Inhaber öffentlicher Ämter genannt. Gocz Murhär war 1387 und 1390 Richter zu Nabburg, Albrecht war 1427 und 1429 Pfleger in Nabburg und 1451 Pfleger in Lengenfeld. Für Albrecht Murher zu Guteneck liegt 1477 eine kurpfälzische Lehensurkunde vor, nach der ihm auch weitere Besitzungen zu Altfalter und Nabburg zu einem Mannlehen verliehen werden. Von Konrad Muracher, 1488 auch Pfleger und Richter zu Lengenfels, ging der Besitz nach seinem Tod auf seine minderjährigen Söhne Jörg, Albrecht und Hans über. Für sie fertigte Christoph Zenger von Schwarzenfeld am 16. November 1502 als Lehensträger einen Reversbrief aus. Albrecht von Murach erscheint 1518 erstmals als oberpfälzer Landsasse und Inhaber der Hofmark Guteneck. Nach seinem Tod erbte wieder mit einem Erbausgleich sein gleichnamiger Sohn Guteneck. 1538 und 1545 fertigt noch Jörg von Murach zu Stamsried für den minderjährigen Albrecht die Reversbriefe aus, 1561 urkundet Albrecht II.  persönlich. Unter dem Sohn des Albrechts, Wolff Albrecht von Murach, endet die dreihundertjährige Geschichte der Muracher aus Guteneck und Weidenthal.
Wolff Albrecht von Murach verkauft 1578 zuerst das zu Guteneck gehörende Gut Neusath an Paul Spieß, konnte damit aber nicht die vorhandene Schuldenlast tilgen. Deshalb musste er 1593 Guteneck und Weidenthal an seinen Schwager, den Hans Adam Freiherrn von Kreith (Kreuth), verkaufen. Während des Dreißigjährigen Krieges wurden Guteneck und Weidenthal von der Soldateska verwüstet. Der nächste Inhaber von Guteneck Wolff Wilhelm von Kreuth war kein katholischer Landsasse und musste in die Emigration. Er begab sich 1629 mit seiner Gattin Anna Sophie, eine geborene Schertl von Buttenbach, zunächst nach Sulzbach und dann nach Höchstädt zu seiner Mutter, dann nach Albertshofen und schließlich wieder nach Sulzbach. Mit dem Nabburger Pfleger kam es auch zu Auseinandersetzungen über die Einkünfte aus Guteneck und Weidenthal, letztlich wurden ihm zumindest die Scharwerksgelder zugestanden. Seine Bittgesuche um eine Lizenz, seine Güter besuchen zu dürfen, wurden zwischen 1629 und 1648 rigoros abgewiesen. Seinen Gesamtbesitz vererbte er an seinen Sohn Johann Friedrich von Kreuth, der 1652 als oberpfälzischer Landsasse huldigte. Aber auch er und seine Frau waren lutherischen Glaubens und so wurden sie 1660 durch Kurfürst Ferdinand Maria des Landes verwiesen und begaben sich nach Sulzbach. Nach seinem Tod und dem vorzeitigen Ableben seines ältesten Sohnes Wilhelm Christian fielen Guteneck und Weidenthal an die vier unmündigen Söhne Hanns Friedrich, Johann Ludwig, Aloys Bonaventura und Johann Wilhelm sowie an den jungen Bruder des Johann Friedrich namens Veit Ludwig, Domherr in Regensburg. Dieser wurde 1707 zur Ablegung der Landsassenpflicht nach Amberg geladen, ließ sich aber von Baron von Plettenberg vertreten. 1694 hatte die Familie Kreuth die Reichsgrafenwürde erlangt und führte den Titel zu Guteneck, Weidenthal und Gleiritsch. Nach dem Ableben des Aloys Bonaventura Graf von Kreuth, Pfleger und Rentmeister zu Nabburg, gelangten Guteneck und Weidenthal an Franz Anton von Kreuth. Dieser ließ am 29. August 1777 durch seinen Anwalt Bösenecker die Landsassenpflicht auf Guteneck, Weidenthal, Gleiritsch und Willhof ablegen. Ein Jahr später erhielt er diese Besitzungen als durchgehendes Lehen. Nach seinem Tod hinterließ er die Witwe Adelheid, eine geborene von Preysing, die Söhne Max und Sigmund sowie die Töchter Theresia Freifrau von Gobel, Philippina, spätere Freifrau von Junker und Walburga, spätere Freifrau von Künsberg. Diese kamen überein, die Besitzungen an den jüngeren Sohn Sigmund gegen eine hohe Geldzahlung zu übergeben. Am 28. Oktober 1793 konnte dieser seine Landsassenpflicht ablegen. 1813 beantragte der zum Generalkommissär des Unter-Donau-Kreises aufgestiegene Graf die Bildung eines Herrschaftsgerichtes II. Klasse zu Guteneck, es wurde ihm aber nur eine eingeschränkte Jurisdiktion zu gestanden. Seine ihm nachfolgende Witwe, Adelheid Gräfin von Kreuth, geborene von Prinzenau beantragte mit ihren Kindern 1819 die Bildung eines Patrimonialgerichts II. Klasse, was ihr mit Reskript vom 10. Oktober 1821 gestattet wurde.
Die letzte, kinderlos gebliebene Reichsgräfin Franziska von Kreith verkaufte 1894 das Schloss Guteneck mit Hofgut an ihren Bruder, den Grafen Franz von Spreti. Dieser veräußerte 1923 das Anwesen an einen Makler aus Nürnberg, der den Besitz 1937 an den Erbprinzen Johann Leopold von Sachsen-Coburg und Gotha verkaufte. Graf Albrecht Beissel von Gymnich  kaufte 1961 das Schloss mit einem Gelände von 30.000 Quadratmetern. Der Einzug erfolgte im Jahr 1963. Sein Sohn Burkhard Graf Beissel von Gymnich ist seit 2001 der Besitzer.

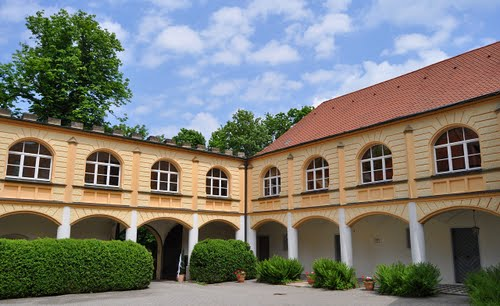
Arkaden im Innenhof von Schloss Guteneck

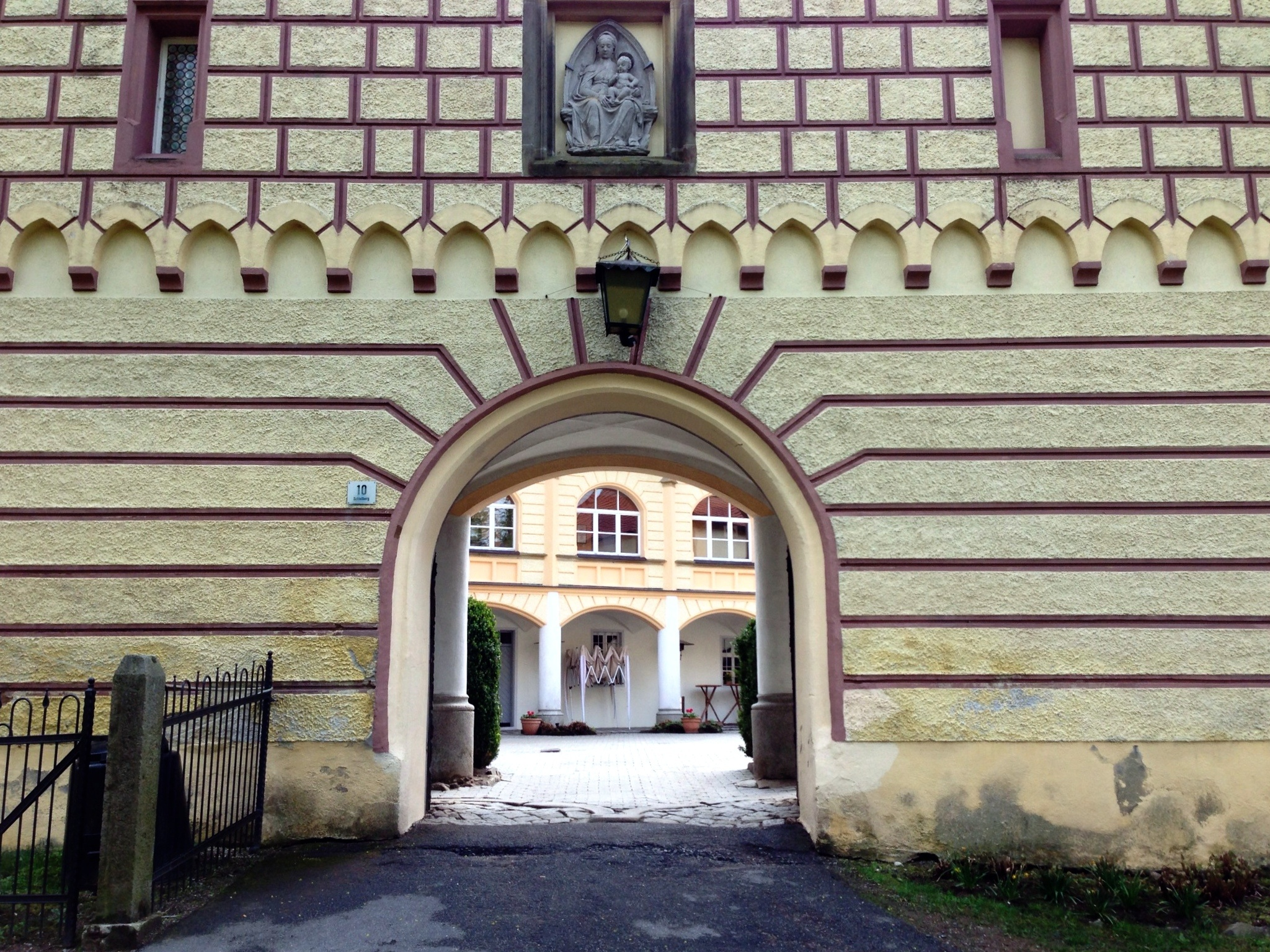
Portal von Schloss Guteneck

## Schloss Guteneck heute
Das Schloss wurde im 12. Jahrhundert erbaut, dies ist aus den gotischen Mauern ersichtlich. Zudem wurde Guteneck zu dieser Zeit erstmals urkundlich erwähnt. Das Schloss brannte 1822 bei einem Dorfbrand völlig ab. Zuerst wurden nur die Kapelle und das mit ihr verbundene Schlossgebäude wieder aufgebaut. Graf Franz von Spreti baute dann 1894 einen Wohnflügel auf mittelalterlichen Fundamenten auf, wobei er barocke Mauerreste mit verwendete.
Bei dem Bauwerk handelt es sich um eine drei- bis vierseitige Anlage. Teile des Schlosses wurden erst später erstellt, darunter ein Arkadenhof im 19. Jahrhundert. Die Schlosskapelle Sankt Katharina stammte aus dem 14. bis 15. Jahrhundert, wurde 1822 durch ein Feuer zerstört und Anfang des 19. Jahrhunderts verändert wiedererrichtet. Sie besitzt einen Dachreiter mit einem Zwiebelturm. Ein so genanntes Schweizerhaus mit Erdgeschossgewölben und ein ehemaliges Schulhaus gehören ebenfalls zu dem Gebäudekomplex. Die ehemalige Brauerei von 1571 wurde 1822 neu erbaut (Halbwalmdachbau). Im Wappen der Gemeinde Guteneck finden sich drei Arkadenbögen im Schildhaupt, die den Arkaden im Schlosshof von Guteneck nachgebildet sind.
Das Schloss ist durch eine Vielzahl von Maßnahmen revitalisiert worden. So werden Teile davon als Ferienwohnungen angeboten, auf dem Schloss findet regelmäßig ein sogenanntes Ritteressen statt, es wird seit einigen Jahren ein traditioneller Weihnachtsmarkt abgehalten, das Schloss dient als Hochzeitsdestination, hier finden einmal im Jahr die sog. die Highland Games oder andere Feiern statt. Zudem wird das Schloss als Tagungs- und Seminarzentrum genutzt.